# 煎り種
煎り種（いりだね・炒り種/煎り粉（いりこ））とは、精白したもち米あるいはもち粟を蒸して乾燥させたものを細かく砕いた後に大きさが揃った粒のみを煎って粉末状にした粉のことである。主として和菓子の原料として使われて、おこしや落雁などの原料に使われている。また、糒を一旦戻した後に再度乾燥させて粉状にしたものを道明寺粉と呼び、これをもって作った桜餅を「道明寺」と呼ぶ。